# Prof. Dr.-Ing. Holger Watter
Holger Watter ist ein deutscher Ingenieur, Professor und Autor, der sich auf die Bereiche Systemtechnik, Fluidtechnik, regenerative Energiesysteme sowie Schiffs- und Offshore-Technik spezialisiert hat. Er ist Professor an der Hochschule Flensburg und bekannt für seine wissenschaftlichen Beiträge zur Energiewende sowie seine Lehrtätigkeit im Bereich nachhaltiger Technologien.

## Leben und Ausbildung
Holger Watter studierte Maschinenbau an der Helmut-Schmidt-Universität Hamburg sowie Schiffsmaschinenbau an der Technischen Universität Hamburg (TUHH). Er ist ausgebildeter Schiffsbetriebsingenieur CI und verfügt über eine langjährige Verbindung zur maritimen Branche, unter anderem als Reserveoffizier (Korvettenkapitän der Reserve a.D.) der Deutschen Marine. Seit 1997 ist er als Hochschullehrer tätig.

## Beruflicher Werdegang
Watter ist Professor für Systemtechnik an der Hochschule Flensburg, wo er sich mit den Schwerpunkten Energiewissenschaften, Fluidtechnik und Schiffstechnik beschäftigt. Er hat zahlreiche Forschungsprojekte im Bereich nachhaltiger Energiesysteme geleitet und ist Mitglied in verschiedenen Fachgremien, darunter die Schiffbautechnische Gesellschaft (STG) und der Beirat der Stiftung Schifffahrtsstandort Deutschland. Zudem ist er Vorsitzender der Normenstelle für Schiffs- und Meerestechnik (NSMT) im Deutschen Institut für Normung (DIN).
Neben seiner akademischen Tätigkeit war Watter auch in Vereinen, Verbänden und der Politik aktiv. Er fungierte unter anderem als stellvertretender Sprecher der Vereinigung Deutscher Schiffsingenieure (VDSI) und Vorstandsvorsitzender des Maritimen Clusters Norddeutschland (MCN). Darüber hinaus engagiert er sich kommunalpolitisch, unter anderem als Mitglied des Kreistages im Kreis Schleswig-Flensburg und als stellvertretender Bürgermeister in Tarp.

## Wissenschaftliche Beiträge
Holger Watter ist Autor mehrerer Fachbücher, darunter „Regenerative Energiesysteme: Grundlagen, Systemtechnik und Analysen ausgeführter Beispiele nachhaltiger Energiesysteme“ und „Hydraulik und Pneumatik: Grundlagen und Übungen – Anwendungen und Simulation“. Seine Publikationen richten sich an Studierende und Fachleute und behandeln technische Grundlagen sowie praktische Anwendungen nachhaltiger Technologien. Darüber hinaus betreibt er einen wissenschaftlichen Blog, in dem er aktuelle Themen der Energiewende und Schiffstechnik diskutiert und Bildungsmaterialien bereitstellt.
Seine Forschung konzentriert sich auf die Entwicklung und Optimierung regenerativer Energiesysteme, insbesondere im Hinblick auf dezentrale Energielösungen und die Integration erneuerbarer Energien in bestehende Infrastrukturen. Watter hat sich auch mit der Wärmewende auseinandergesetzt.

## Weblinks

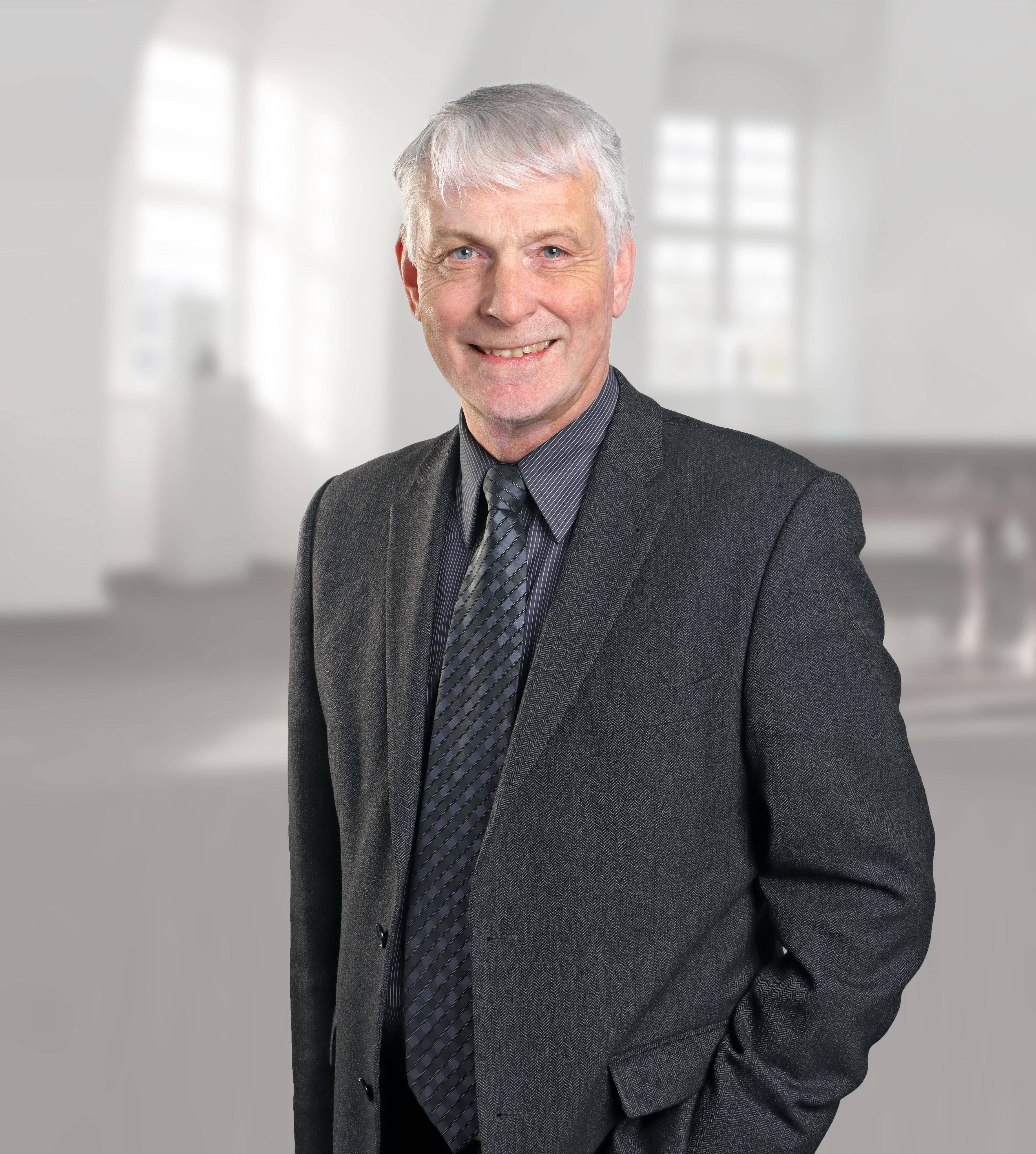
Holger Watter, 2023

## Gesellschaftliches Engagement
Watter setzt sich für den Wissens- und Technologietransfer ein, wie es im Hochschulgesetz Schleswig-Holsteins gefordert wird. Er sieht seine Rolle darin, gesellschaftliche Diskussionsprozesse durch wissenschaftliche Impulse zu begleiten und zu reflektieren. Seine Arbeiten betonen die Bedeutung einer fundierten, kritischen Auseinandersetzung mit technischen und ökologischen Herausforderungen.

## Privates
Über das Privatleben von Holger Watter sind keine detaillierten Informationen öffentlich zugänglich.

## Werke (Auswahl)
- Regenerative Energiesysteme: Grundlagen, Systemtechnik und Analysen ausgeführter Beispiele nachhaltiger Energiesysteme (6. Auflage, 2018)
- Hydraulik und Pneumatik: Grundlagen und Übungen – Anwendungen und Simulation (2015)